# Anarta ochrea
Anarta ochrea là một loài bướm đêm trong họ Noctuidae.